# أليكساندر جيريمجيف
أليكساندر جيريمجيف (بالسويدية: Alexander Jeremejeff) (12 أكتوبر 1993 في السويد - ) هو لاعب كرة قدم سويدي في مركز الهجوم. لعب مع نادي أورغريته ونادي مالمو ونادي هكن وQviding FIF ‏.

## مسيرته الكروية
لعب أليكساندر جيريمجيف خلال مسيرته الاحترافية مع 5 أندية في اثنا عشر موسمًا وسجل خلالها 57 هدفًا ضمن 168 مباراة. حيث فاز في موسمين بالكأس وفي موسمين بالدوري.
خاض أليكساندر جيريمجيف مسيرته مع نادي أورغريته في عامي 2011-2013 ولمدة موسمين، مشاركًا في 3 مباريات ولم يسجل أي هدف. ثم انتقل إلى Qviding FIF ‏ ما بين عامي 2013 و2014 لمدة موسم واحد، حيث شارك في 21 مباراة سجل خلالها 14 هدفًا. لينتقل بعدها إلى نادي هكن في موسم 2014 في المرة الأولى واستمر معه طيلة ثلاثة مواسم ثم في عامي 2018-2020 ولمدة موسمين، مشاركًا طوالها في 73 مباراة سجل خلالها 28 هدفًا. ثم انتقل إلى نادي مالمو في موسم 2016 واستمر معه طيلة ثلاثة مواسم، مشاركًا في 48 مباراة سجل خلالها 11 هدفًا. هذا وانتقل لاحقًا إلى نادي دينامو درسدن في موسم 2019–20 لمدة موسم واحد، مشاركًا في 23 مباراة سجل خلالها 4 أهداف.

## روابط خارجية
- أليكساندر جيريمجيف على موقع الاتحاد الأوربي (الإنجليزية)
- أليكساندر جيريمجيف على موقع اتحاد السويد (السويدية)
- أليكساندر جيريمجيف على موقع قاعدة بيانات كرة القدم.إي يو (الإنجليزية)
- أليكساندر جيريمجيف على موقع ناشيونال فوتبول تيمز (الإنجليزية)
- أليكساندر جيريمجيف على موقع Soccerway.com (الإنجليزية)
- أليكساندر جيريمجيف على موقع عالم كرة القدم.نت (الإنجليزية)